# Essen Hauptbahnhof
Essen Hauptbahnhof (magyarul: Essen főpályaudvar) egyike Németország legnagyobb vasúti pályaudvarainak. Naponta több mint 170 000 utas fordul meg itt. Az állomás 13 vágányos. Naponta 724 vonat indul innen Németország különböző részeibe, továbbá Európa nagyvárosaiba. Az állomás 1840-ben nyílt meg. A német vasútállomáskategória első osztályába tartozik, ebben a kategóriában 20 német főpályaudvar található, jellemzően a legnagyobbak és legfontosabbak.

## Járatok

### Távolsági járatok
| Járat  | Útvonal |
| ------ | --- |
| ICE 10 | Berlin Ostbf – Hannover – Dortmund – Essen – Duisburg – Düsseldorf – Köln/Bonn Flughafen                                                                             |
| IC 30  | (Westerland –) Hamburg-Altona – Münster (Westf) – Dortmund – Essen – Duisburg – Düsseldorf – Köln – Koblenz – Mannheim – Stuttgart / (– Freiburg (Breisgau) – Svájc) |
| IC 32  | (Berlin Südkreuz – Hannover –) Dortmund – Essen – Duisburg – Düsseldorf – Köln – Koblenz – Mannheim – Stuttgart (– Lindau / München – Ausztria)                      |
| ICE 41 | Dortmund – Essen – Duisburg – Düsseldorf – Köln – Frankfurt (Main) – Würzburg – Nürnberg – München                                                                   |
| ICE 42 | Dortmund – Essen – Duisburg – Düsseldorf – Köln – Frankfurt (Main) Flughafen – Mannheim – Stuttgart – München                                                        |
| IC 51  | Binz – Berlin – Halle (Saale) – Erfurt – Kassel-Wilhelmshöhe – Dortmund – Essen – Duisburg – Düsseldorf – Köln                                                       |
| IC 55  | Leipzig – Magdeburg – Hannover – Dortmund – Essen – Duisburg – Düsseldorf – Köln                                                                                     |

### Regionális járatok
| Járat | Útvonal               | Járatsűrűség                                                                                   |
| ----- | --------------------- | ---------------------------------------------------------------------------------------------- |
| RE 1  | NRW-Express           | Hamm (Westf) – Dortmund – Bochum – Essen – Duisburg – Düsseldorf – Köln – Aachen               |
| RE 2  | Rhein-Haard-Express   | Münster (Westf) – Recklinghausen – Wanne-Eickel – Essen – Duisburg – Krefeld – Mönchengladbach |
| RE 6  | Westfalen-Express     | Minden (Westf) – Bielefeld – Hamm (Westf) – Dortmund – Bochum – Essen – Duisburg – Düsseldorf  |
| RE 11 | Rhein-Hellweg-Express | Paderborn – Hamm (Westf) – Dortmund – Bochum – Essen – Duisburg – Düsseldorf                   |
| RE 14 | Der Borkener          | Borken (Westf) – Dorsten – Bottrop – Essen                                                     |
| RE 16 | Ruhr-Sieg-Express     | Essen – Bochum – Witten – Hagen – Letmathe – (Finnentrop – Siegen) / Iserlohn                  |
| RB 40 | Ruhr-Lenne-Bahn       | Essen – Bochum – Witten – Hagen                                                                |
| RB 42 | Haard-Bahn            | Münster (Westf) – Recklinghausen – Wanne-Eickel – Essen                                        |
| S1    |                       | Dortmund – Bochum – Essen – Duisburg – Düsseldorf Flughafen – Düsseldorf – Hilden – Solingen   |
| S2    |                       | Dortmund – Herne – Wanne-Eickel – Essen                                                        |
| S3    |                       | Oberhausen – Mülheim (Ruhr) – Essen – Hattingen (Ruhr)                                         |
| S6    |                       | Essen – Ratingen Ost – Düsseldorf – Langenfeld (Rheinl) – Köln – Köln-Nippes                   |
| S9    |                       | Haltern am See – Bottrop – Essen – Velbert-Langenberg – Wuppertal                              |

### S-Bahn Rhein-Ruhr
| Járat | Útvonal | Gyakoriság |
| ----- | --- | --- |
| S 1   | Solingen Hbf – Solingen Vogelpark – Hilden Süd – Hilden – Düsseldorf-Eller – Düsseldorf-Eller Mitte – Düsseldorf-Oberbilk – Düsseldorf Volksgarten – Düsseldorf Hbf – Düsseldorf Wehrhahn – Düsseldorf Zoo – Düsseldorf-Derendorf – Düsseldorf-Unterrath – Düsseldorf Flughafen – Angermund – Duisburg-Rahm – Duisburg-Großenbaum – Duisburg-Buchholz – Duisburg-Schlenk – Duisburg Hbf – Mülheim (Ruhr)-Styrum – Mülheim (Ruhr) Hbf – Essen-Frohnhausen – Essen West – Essen Hbf – Essen-Steele – Essen-Steele Ost – Essen-Eiberg – Wattenscheid-Höntrop – Bochum-Ehrenfeld – Bochum Hbf – Bochum-Langendreer West – Bochum-Langendreer – Dortmund-Kley – Dortmund-Oespel – Dortmund Universität – Dortmund-Dorstfeld Süd – Dortmund-Dorstfeld – Dortmund Hbf                                                                                     | 20 perc (Fährt zurzeit nur von Solingen Hbf bis Bochum Hbf, Pendelzüge von Essen-Steele-Ost bis Dortmund Hbf im Einsatz) |
| S 2   | Dortmund Hbf – Dortmund-Dorstfeld – Dortmund-Wischlingen – Dortmund-Huckarde – Dortmund-Westerfilde – Dortmund-Nette/Oestrich – Dortmund-Mengede – Castrop-Rauxel Hbf – Herne – Wanne-Eickel Hbf – Gelsenkirchen Hbf – Gelsenkirchen-Rotthausen – Essen-Kray Nord – Essen Hbf | 60 perc |
| S 3   | Oberhausen Hbf – Mülheim (Ruhr)-Styrum – Mülheim (Ruhr) West – Mülheim (Ruhr) Hbf – Essen-Frohnhausen – Essen West – Essen Hbf – Essen-Steele – Essen-Steele Ost – Essen-Horst – Bochum-Dahlhausen – Hattingen (Ruhr) – Hattingen (Ruhr) Mitte | 20 perc |
| S 6   | Essen Hbf – Essen Süd – Essen-Stadtwald – Essen-Hügel – Essen-Werden – Kettwig – Kettwig Stausee – Hösel – Ratingen Ost – Düsseldorf-Rath – Düsseldorf-Rath Mitte – Düsseldorf-Derendorf – Düsseldorf Zoo – Düsseldorf Wehrhahn – Düsseldorf Hbf – Düsseldorf Volksgarten – Düsseldorf-Oberbilk – Düsseldorf-Eller Süd – Düsseldorf-Reisholz – Düsseldorf-Benrath – Düsseldorf-Garath – Düsseldorf-Hellerhof – Langenfeld-Berghausen – Langenfeld (Rheinl) – Leverkusen-Rheindorf – Leverkusen-Küppersteg – Leverkusen Mitte – Leverkusen Chempark – Köln-Stammheim – Köln-Mülheim – Köln-Buchforst – Köln Messe/Deutz – Köln Hbf – Köln Hansaring – Köln-Nippes – Köln Geldernstr./Parkgürtel – Köln-Longerich – Köln Volkhovener Weg – Köln-Chorweiler – Köln-Chorweiler Nord – Köln-Blumenberg – Köln-Worringen Nippes-Worringen nur in der HVZ | 20 perc |
| S 9   | Haltern am See – Marl-Hamm – Marl Mitte – Gelsenkirchen-Hassel – Gelsenkirchen-Buer Nord – Gladbeck West – Bottrop-Boy – Bottrop Hbf – Essen-Dellwig Ost – Essen-Gerschede – Essen-Borbeck – Essen-Borbeck Süd – Essen West – Essen Hbf – Essen-Steele – Essen-Überruhr – Essen-Holthausen – Essen-Kupferdreh – Velbert-Nierenhof – Velbert-Langenberg – Velbert-Neviges – Velbert-Rosenhügel – Wülfrath-Aprath – Wuppertal-Vohwinkel – Wuppertal-Sonnborn – Wuppertal Zoologischer Garten – Wuppertal-Steinbeck – Wuppertal Hbf | 20 perc (Bottrop Hbf–Wuppertal Hbf) 60 perc (Haltern am See–Bottrop Hbf)                                                 |

## Vasútvonalak
- Witten/Dortmund–Oberhausen/Duisburg
(KBS 415, 425, 427, 450.1, 450.3, 450.9)
- Essen–Gelsenkirchen (KBS 425, 450.2)
- Essen–Essen-Werden (KBS 450.6)
- S-Bahn Rhein-Ruhr Linien S1, S2, S3, S6, S9
(KBS 450.1, 450.2, 450.3, 450.6, 450.9)